# Leiophron subfacialis
Leiophron subfacialis är en stekelart som beskrevs av Sergey A. Belokobylskij 2000. Leiophron subfacialis ingår i släktet Leiophron och familjen bracksteklar. Inga underarter finns listade i Catalogue of Life.